# Vöröshomlokú maki
A vöröshomlokú maki (Eulemur rufifrons) az emlősök (Mammalia) osztályába, a főemlősök (Primates) rendjébe és a makifélék (Lemuridae) családjába tartozó faj.
A makifélék egész családját átfogó első nagyobb vizsgálat során, 2001-ben különítették el a közeli rokon barnamakitól (Eulemur fulvus), melynek addig az alfajának tartották. Ekkortól Eulemur rufus néven tartották nyilván, két alfajjal, az Eulemur rufus rufus és az Eulemur rufus rufifrons alfajokkal.
2008-ban morfológiai és genetikai különbözőségük miatt R. Mittermeier és kutató társai különálló fajnak nyilvánították a két alfajt. A két különálló faj a vörös maki (Eulemur rufus) és a vöröshomlokú maki (Eulemur rufifrons) lett.
Az Eulemur nemen belül közeli rokon fajaik a barnamaki (Eulemur fulvus), a fehérhomlokú maki (Eulemur albifrons) és a Sanford-maki (Eulemur sanfordi).

## Előfordulása
Madagaszkár keleti felének partvidéke mentén, illetve a sziget nyugati oldalának néhány magasabban fekvő erdőségében él.

## Megjelenése
Szőrzete a hátán szürkésbarna vagy rozsdabarna, hasa világosabb. Orrnyerge és a környéke jellegzetesen fekete színű, szeme körül és nyakán világos színű foltok láthatóak. Jellemző bélyege, melyről nevét is kapta a fej tetején látható vörös színű szőrsapka. Ez a bélyeg csak a hím egyedeknél látható, a nősténynek feje teteje szürke színű.
Hossza 35-48 centiméter, a farka 45-55 centiméter hosszú (észrevehetően hosszabb, mint a testhossza), a kifejlett állatok 2-2,8 kg tömegűek.

## Életmódja
Közepes termetű nappal aktív makiféle.
Kisebb csoportokban jár táplálék után, étlapján főként levelek, hajtások és gyümölcsök szerepelnek, de megeszi a fakérget is. Különösen kedveli a magvakat, már csak azért is, mert őshazájában számos olyan fafaj él, amelynek viszonylag nagyok és táplálóak a magvai. Nappali állat, bár a Madagaszkár nyugati felében élő csapatok tagjai a száraz időszakban gyakran csak éjszaka aktívak.

## Szaporodása
A párzási időszak a vadonban általában júniusra esik, az ellések pedig szeptemberben és októberben zajlanak le. Az északi félteke állatkertjeiben azonban más időszakban is lehetséges a párzás, illetve az utódok világra jövetele.
A nőstények az ágvillák közé fészket raknak levelekből, oda rejtik a megszülető kicsinyeiket. A nőstények 125 napig tartó vemhesség után többnyire egyetlen utódot ellenek. A kölykök 3 hét múlva másznak ki először fészekből, 7 hetes korukra már a felnőttekhez hasonló ügyességgel mozognak. A fiatalok 2–3 éves korukban válnak ivaréretté.
Élettartamuk 10–15 év, állatkertekben akár 20–25 év is lehet.

## Természetvédelmi helyzete
Élőhelye elvesztése a vöröshomlokú makikat is fenyegeti. A Természetvédelmi Világszövetség (IUCN) becslése szerint az utóbbi 24 évben (ez nagyjából 3 makigeneráció életciklusának felel meg) az állomány 20-25%-kal esett vissza. Emiatt Vörös Listájukon a „mérsékelten veszélyeztetett” kategóriába sorolták a fajt.
Állatkertekben közepesen gyakran tartott faj. Magyarországon a Fővárosi Állat- és Növénykertben 2009 óta él egy háromfős csapata, melyek közül az egyik nősténynek már kölyke is született. A Győri Állatkertben is látható egy kisebb csapat belőle.

## Fordítás
- Ez a szócikk részben vagy egészben  a   Rotstirnmaki című német Wikipédia-szócikk ezen változatának fordításán alapul.  Az eredeti cikk szerkesztőit annak laptörténete sorolja fel. Ez a jelzés csupán a megfogalmazás eredetét és a szerzői jogokat jelzi, nem szolgál a cikkben szereplő információk forrásmegjelöléseként.